# نادي الاتحاد (البحرين)
نادي الاتحاد الرياضي هو نادٍ بحريني متعدد الرياضات، تأسس عام 1952، ويقع في منطقة بلاد القديم بالعاصمة المنامة. يُعَدّ النادي من أقدم الأندية الرياضية في البحرين، ويقدم أنشطة رياضية متنوعة تشمل كرة القدم، كرة اليد، وكرة السلة.
الموقع الجغرافي: يقع النادي في مبنى 166، طريق 62، مجمع 364، بلاد القديم، المنامة.